# 张志杰 (1959年)
张志杰（1959年10月—），男，汉族，河北涿鹿人，中华人民共和国政治人物，现任最高人民检察院检察委员会副部级专职委员，二级大检察官。